# Passalus canoi
Passalus canoi (лат.) — вид сахарных жуков рода Passalus из семейства пассалиды (Passalidae). Неотропика. Этот вид назван в честь доктора Энио Кано (Dr. Enio Cano) из Гватемалы, страстного исследователя Scarabaeoidea. Длина более 4 см (45,0-46,0 мм). Чёрные, блестящие. Брахиптерные. Отличается следующими признаками: сильная выемка на лобном крае, внутренние бугорки соединены со среднелобными бугорками слабым гребнем, усиковая булава с крепкими, длинными и загнутыми внутрь ламелями, плечи и эпиплевры голые, инфралатеральная область переднеспинки с редким опушением, метастернальный диск ограничен точками только сзади. Описан как брахиптеровый вид из Боливии на основании двух самок с высоты 2000 м над уровнем моря. Размеры P. canoi легко отличают этот вид от других брахиптерных Passalus (Pertinax). Однако габитус и сильная выемка на лобном крае могут сделать его похожим на Passalus gonzalezae, от которого P. canoi отличается наличием слабого гребня, соединяющего внутренние бугорки с медиально-фронтальными бугорками; этот признак также отличает P. canoi от Passalus nudifrons. Еще одно отличие — медиально-базальный ментум голый у P. canoi и латерально опушенный у P. gonzalezae, а лобная область разделена продольной бороздой от границы лобной кости до основания цефалической тумесценции у P. gonzalezae (у P. canoi борозды нет).